# Grotte de la Mule
Unweit des Genfersees auf dessen französischer Seite gibt es am Mont Salève die Grotte de la Mule (dt. Maultiergrotte, auch Sphinxgrotte genannt, weil sie sich an der sogenannten Sphinx-Wand am Salève befindet). Dieser nur sechs Kilometer von der schweizerischen Stadt Genf entfernte Berg gilt als deren „Hausberg“. In der Höhle selbst befindet sich ein steinernes Gebilde, welches Sphinx genannt wird. Das ist deshalb der Fall, weil sie sich am sogenannten Rocher du Sphinx befindet, also dem "Sphinxfelsen". Die Grotte gilt als schwer zugänglich, sie befindet sich in einer Höhe von 1029 m.
Die Grotte hat drei Eingänge. Einer davon mündet in das Couloir de la Mule, den Maultierkorridor.
In der benannten Grotte sind neolithische und römisch-antike Überreste gefunden worden. Dabei handelt es sich um Knochenstempel und Töpferware sowie Töpferwaren aus der Römerzeit. Die Grotte war demnach über einen langen Zeitraum bewohnt gewesen. Sie ist eine von zahlreichen Grotten, die die Höhlenforscher anziehen.
In der Nähe liegt die Grotte "Trou de la Tine".